# 聖公會聖多馬小學

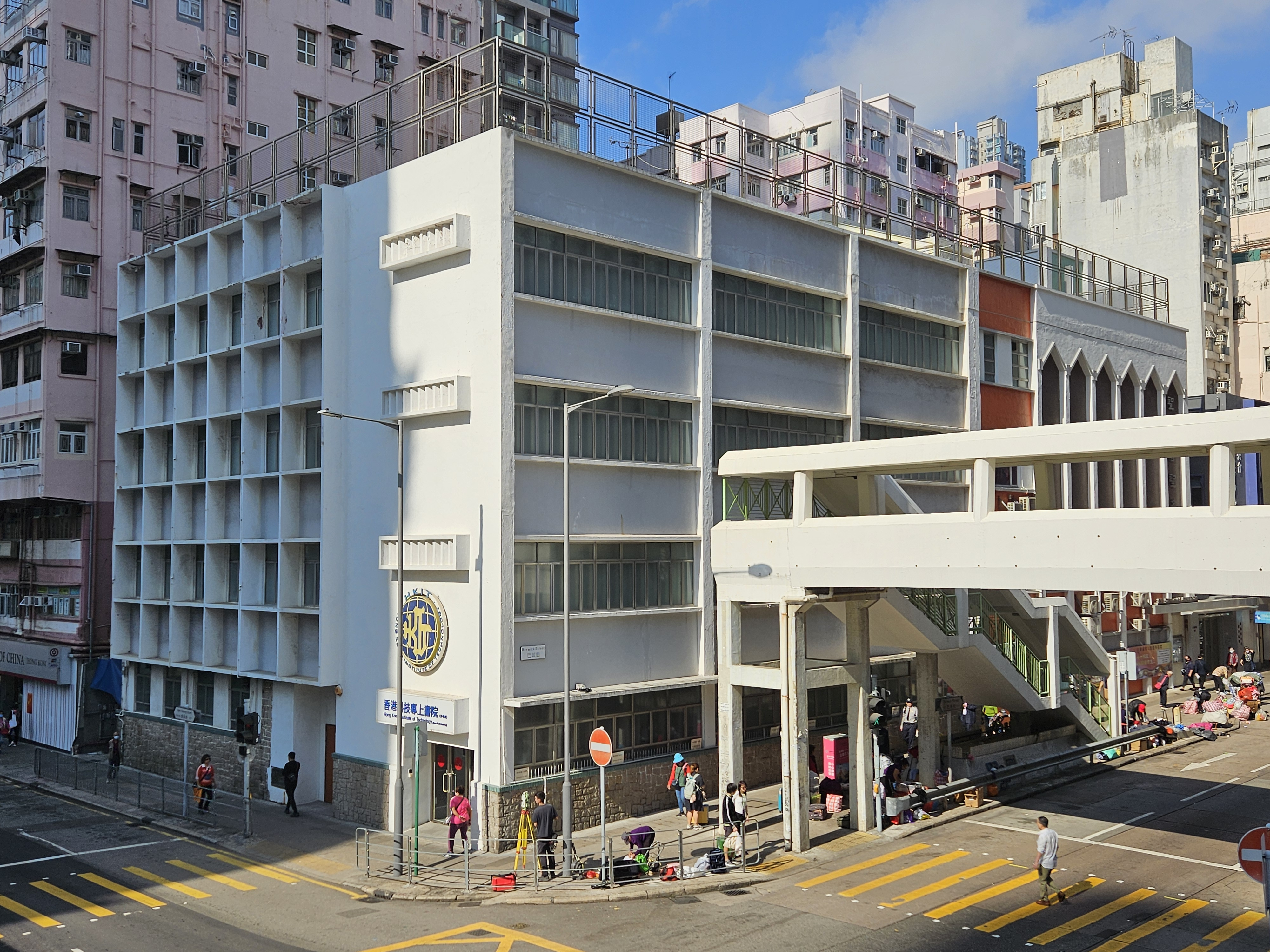
聖多馬小學位於巴域街和南昌街交界的舊校舍

聖公會聖多馬小學（英語：SKH St. Thomas Primary School）是一間位於九龍深水埗區的小學，校名取自耶穌門徒聖多馬，1924年由英國宣教士何理士女士（Miss Hollis）創立，其時學校名為深水埗聖公會學校。1940年代香港日治時期，學校因戰事而停辦。1950年，施玉麒法政牧師於長沙灣道租賃樓宇復校。聖多馬小學位於巴域街和南昌街交界的舊校舍建於1951年，現時為香港科技專上書院所使用。2011年，位於東沙島街的千禧新校舍落成啟用，前身是2006年清拆的長沙灣工廠大廈。值得一提的是，清朝末年光緒年間，曾任兩廣總督的岑春煊有多名後人，先後在本校供職，而現任校監岑延威是其曾孫。
另外在1950年代，當時香港教育未普及，亦沒有免費教育，聖多馬小學曾提供給一些教育工作者和機構使用，在晚上提供免費教育給那些貧苦的孩子有機會讀書。當然有些機構因為經費問題不能繼續，但有一些機構仍然堅持提供這些免費教育。

## 校政管理
歷任校監
- 1961年 衞立 夫人
- 1965年  班佐時 牧師
- 1966年 裴意蝶 女士
- 1967年  郭慎墀 先生
- 1972年 列西門 先生
- 1987年至2017年 黎韋潔蓮 女士[2]
- 2017年至 現在 岑延威 先生

歷任總校長
- 1957至1958年 劉堅持 牧師
- 1958至1966年 黃羨雲 法政牧師
- 1966至1968年 陳秀真 女士
- 1968至1974年 歐耀庭 先生
- 1974至1975年 鄭偉健 先生
- 1975至1977年 黎敏 先生
- 1977至1985年 何席璉 先生
- 1985至2000年 鄭瑞賢 先生[2]
- 2000至2005年 譚國鈞 先生
- 2005至2013年 林鳳儀 女士
- 2013至2018年 譚先明 先生
- 2018至2021年 鄧依萍 女士
- 2021至 現在 徐麗賢 女士

歷任校長
- 1965至1969年 宋秀屏 女士
- 1969至1985年 梁幹華 先生
- 1985至1988年 黃順卿 女士
- 1988至1991年 李傑江 先生
- 1991至1998年 李有斌 先生
- 1998至2001年 曾玉珍 女士[3]
- 2001至2005年 林鳳儀 女士

## 辦學宗旨
在「非以役人、乃役於人」的基督精神為基礎上發展「德、智、體、群、美、靈」的全人教育；培養學生養成互相尊重、服務社群及愛主愛人的高尚情操，使他們日後能夠成為身心健康、 自律守規的好公民。

## 設施
- 課室
- 有蓋及露天操場
- 跑道
- 禮堂
- 小花園
- 祈禱室
- 電腦室
- 視覺藝術室
- 音樂室
- 圖書館
- 常識实验室
- 語言室
- 學生活動中心
- 教員休息室
- 多媒體课室
- 多用途室3間
- 英文室

## 著名/傑出校友
- 許宗盛：前世界童軍委員會主席、香港童軍總會執行委員會主席[4]
- 曹震豪：香港男歌手
- 何守信：香港男藝人
- 梁家麗：前知識產權署署長[5]
- 謝振強（1958年小六下午校）：聖公宗（香港）小學監理委員會總幹事、聖公會基心小學（下午校）、聖公會基顯小學與聖公會呂明才紀念小學前校長[6][7]
- 邱藹楠：前中華基督教會全完中學校長
- 邱立本：《亞洲周刊》現任總編輯
- 李浩然：香港大學建築文物保護課程創辦主任

## 外部連結
- 聖公會聖多馬小學網站 （页面存档备份，存于）